# Ореховский сельский совет (Крым)
Ореховский сельский совет (укр. Оріхівська сільська рада, крымскотат. Orehovо köy şurası) — согласно законодательству Украины — административно-территориальная единица в Сакском районе Автономной Республики Крым.
Население сельсовета по переписи 2001 года — 9149 человек; площадь — 83,5 км².
К 2014 году состоял из 4 сёл:
- Орехово
- Михайловка
- Чеботарка
- Червоное

## История
23 октября 1963 года в составе Сакского района был создан Ореховский сельский совет. На 1 января 1968 года в совет входило 8 населённых пунктов:

| - Геройское - Михайловка - Орехово - Фёдоровка | - Чеботарка - Червоное - Яркое - Ястребково |

К 1977 году было упразднено Ястребково, в период с 1 января по 1 июня 1977 года выделен Геройский сельский совет. 18 декабря 1992 года выделен Новофедоровский поселковый совет, в составе Новофёдоровки и Фёдоровки 17 февраля 2010 года снята с учёта Фёдоровка.
С 12 февраля 1991 года сельсовет в восстановленной Крымской АССР, 26 февраля 1992 года переименованной в Автономную Республику Крым. С 21 марта 2014 года в составе Крыма аннексирован Россией. Законом «Об установлении границ муниципальных образований и статусе муниципальных образований в Республике Крым» от 4 июня 2014 года территория административной единицы была объявлена муниципальным образованием со статусом сельского поселения.